# Jein (Lied)
Jein ist ein Lied der deutschen Hip-Hop-Gruppe Fettes Brot. Der Song ist die erste Singleauskopplung ihres zweiten Studioalbums Außen Top Hits, innen Geschmack und wurde am 8. April 1996 veröffentlicht.

## Inhalt
| Liedteil   | Künstler      |
| 1. Strophe | Dokter Renz   |
| Refrain    | Fettes Brot   |
| 2. Strophe | König Boris   |
| 3. Strophe | Schiffmeister |

Jein ist aus der Perspektive des lyrischen Ichs geschrieben, wobei Fettes Brot jeweils aus der Sicht einer Person rappen, die vor einer schwierigen Entscheidung steht und mit ihrem Gewissen ringt. So rappt Dokter Renz in der ersten Strophe, dass seine Freundin allein im Urlaub ist und er nun auf einer Party mit einer anderen Frau flirtet, wobei er mit dem Gedanken spielt, fremdzugehen. Die zweite Strophe von König Boris handelt von der Liebe zur Freundin seines besten Freundes, die auch Gefühle für ihn hat. Somit steht er vor der Entscheidung, die Freundschaft zu seinem besten Freund aufs Spiel zu setzen, wenn er mit dessen Freundin etwas anfängt. In der dritten Strophe rappt Schiffmeister, dass er sich zwischen einem Abend zuhause mit seiner Freundin und einer Party mit seinen Kumpels entscheiden muss. Alle drei Strophen enden mit dem Ausspruch Jein, ein Kofferwort aus den Wörtern Ja und Nein, das die Ungewissheit der jeweiligen Entscheidung verdeutlicht.

„Soll ich’s wirklich machen oder lass ich’s lieber sein?

Jein…

Soll ich’s wirklich machen oder lass ich’s lieber sein?“

## Produktion
Der Song wurde von Fettes Brot in Zusammenarbeit mit den Musikproduzenten Mario von Hacht (Super Mario) und André Luth produziert. Fettes Brot und Mario von Hacht fungierten ebenfalls als Autoren des Liedes. Charakteristisch für die Musik sind die Trompeten, die im Refrain zu hören sind. Der Anfang des Liedes basiert auf einem Sample des Songs Earth Abides von Chris Barber aus dem Jahr 1972. In der Radiosendung Klassik-Pop-et cetera des Deutschlandfunks erwähnt König Boris den Song 93 ’til Infinity der Band Souls of Mischief als „starke Inspiration“ für Jein.

## Musikvideo
Bei dem zu Jein gedrehten Musikvideo führten die Regisseure Sven Bollinger, Jan Christoph Schultchen und Markus Wacker Regie. Es verzeichnet auf YouTube über 15 Millionen Aufrufe (Stand Mai 2025).
Zu Beginn des Videos werden die handelnden Personen und deren Namen eingeblendet. Anschließend reiten die drei Rapper von Fettes Brot auf Eseln an Kakteen und Tierskeletten vorbei, durch die Steppe, während sie den Song rappen. Schließlich kommen sie an einem Saloon an, wo Dokter Renz mit einer bereits vergebenen Frau flirtet. Daraufhin spielen sie mit dem Freund der Frau, dargestellt von André Luth, Karten und trinken Alkohol. Hierbei flirtet nun König Boris mit ihr. Während der dritten Strophe betrinken sie sich weiter am Saloon und feuern mit Zeige- und Mittelfinger imaginäre Schüsse in die Luft. Schließlich beginnt eine Schlägerei zwischen den Anwesenden, welche die drei Rapper aber unverletzt überstehen und im Anschluss mit ihren Eseln weiterziehen. In der Steppe treffen sie erneut den Mann, mit dessen Frau sie geflirtet hatten. Dieser will sie nun mit Zeige- und Mittelfinger erschießen, doch trifft er dabei seine Frau, die sich vor die Rapper gestellt hat. Am Ende reiten die drei mit der erschossenen Frau auf ihren Eseln Richtung Sonnenuntergang.

## Single

### Covergestaltung
Das Singlecover zeigt in der Mitte die weißen Schriftzüge Fettes Brot und Jein auf einem roten Kreis. Ringsherum befinden sich die gemalten Gesichter der drei Rapper von Fettes Brot, Schiffmeister, König Boris und Dokter Renz, sowie eine Frau mit einem Gewehr. Der Hintergrund ist komplett in Gelb gehalten. Im linken Teil des Bildes stehen verschiedene Schriftzüge, darunter die Namen der drei Rapper sowie die Labels Yo Mama Records und Alternation.

### Titelliste
CD
1. Jein (Radio Edit) – 3:53
2. Jein (Long Ride) – 5:54
3. Jein (Schlechtes Gewissen) – 5:16
4. Das Präteritum schlägt zurück – 5:55

Schallplatte
1. Jein – 5:54
2. Jein (Instrumental) – 5:54
3. Was zum Draufrumreiten – 0:48
4. Jein (Schlechtes Gewissen) – 5:16
5. Jein (Schlechtes Gewissen Instrumental) – 5:16
6. Das Präteritum schlägt zurück – 5:55

### Chartplatzierungen
Jein stieg am 22. April 1996 auf Platz 99 in die deutschen Singlecharts ein und erreichte sechs Wochen später mit Rang zehn die beste Platzierung. Insgesamt hielt sich der Song eine Woche in den Top 10 sowie 23 Wochen lang in den Top 100. Obwohl das Lied nicht die Chartspitze erreichte, war es für einen Zeitraum von acht Wochen das erfolgreichste deutschsprachige Lied in den Singlecharts. In der Schweiz erreichte der Song Platz sieben und hielt sich sieben Wochen in den Top 10 und 19 Wochen in den Charts, wogegen er diese in Österreich verpasste. In den deutschen Single-Jahrescharts 1996 platzierte sich Jein auf Rang 47.
| ChartsChartplatzierungen | Höchstplatzierung | Wochen |
| ------------------------ | ----------------- | ------ |
| Deutschland (GfK)        | 10 (23 Wo.)       | 23     |
| Schweiz (IFPI)           | 7 (19 Wo.)        | 19     |

| ChartsJahrescharts (1996) | Platzierung |
| ------------------------- | ----------- |
| Deutschland (GfK)         | 47          |

## Liveversion
Am 12. Februar 2010 veröffentlichten Fettes Brot eine Liveversion des Liedes aus ihrem Livealbum Fettes als Single samt Musikvideo. Der Song erreichte Platz 24 der deutschen Charts und konnte sich 14 Wochen in den Top 100 halten.